# IS-41
IS-41 (Interim Standard 41), také známý jako ANSI-41, TIA/EIA-41 nebo ANSI MAP, je aplikační protokol pro signalizaci v mobilních sítích ANSI jako je AMPS, D-AMPS (TDMA, IS-136) a CDMA (cdmaOne, CDMA2000).
IS-41 bylo původně vytvořeno pouze pro signalizaci mezi navštívenou a domovskou mobilní sítí se záměrem umožnit mobilitu (neboli provoz mobilního telefonu v navštívené síti) a pro zajištění předání řízení mezi buňkami obsluhovanými různými MSC. První implementace používaly síťový protokol X.25. V současnosti se používá pro přenos veškeré signalizace mezi jednotlivými prvky mobilní sítě, jako jsou MSC, HLR, VLR, pro dopravu SMS i pro spolupráci s pevnou telefonní sítí. Pro dopravu signalizačních zpráv se v současnosti používá výhradně SS7, obvykle se SIGTRAN.
IS-41 je ANSI obdobou GSM MAP 09.02 (nyní 3GPP TS 29.002). Přestože funkčnost ANSI a GSM varianty MAP se postupně sbližuje (což je patrné i ze změny názvu IS-41 z „Cellular Radiocommunications Intersystem Operations“ na „Mobile Application Part“), k jejich spojení, které očekávali někteří autoři, s nejvyšší pravděpodobností nikdy nedojde. Vývoj spíše směřuje k jejich nahrazení protokolem SIP.

## Vývoj IS-41

### Označení dokumentu
První verze dokumentu nesly označení IS-41. IS znamená dočasný standard (Interim Standard). V roce 1997 byl dokument přijat jako oficiální standard ANSI, proto bývá označován také jako ANSI-41. Jeho dalším označením je TIA/EIA-41, protože na jeho vývoji se podílely organizace Telecommunications Industry Association a Electronic Industries Alliance. Později byl zahrnut do IMT-2000 a skupina 3GPP2 jej vyvíjela pod označením N.S0005. V roce 2004 byl dokument rozdělen na desítky souborů s označením X.S0004. Díky komplikovanosti názvů 3GPP2 dokumentů mnoho autorů stále používá původní označení IS-41.

### Revize dokumentu
Velká část telekomunikačních standardů se postupně vyvíjí; vývoj standardu IS-41 byl velmi intenzívní, což odráží jeho původně minimalistický návrh a jeho postupné používání v různých mobilních sítích, od analogových, přes sítě TDMA k CDMA:
- IS-41 Rev 0 (únor 1988) – umožňuje intersystem handoff (též handover – termín znamená předání signalizačního i provozního kanálu mezi dvěma základnovými stanicemi, které jsou připojeny k různým MSC, aniž by došlo k přerušení hovoru) a základní kvalifikaci služeb (basic service qualification); definuje pouze jednoduché rozhraní mezi navštívenou sítí a domovskou sítí, aniž by definoval strukturu těchto sítí
- IS-41 Rev A (leden 1991) – definuje referenční model sítě (ANSI-41 network reference model) – detailní strukturu sítě, která vychází z CCITT doporučení Q.1051 a základních rysech je shodná se strukturou sítě GSM, podpora pro automatický roaming
- IS-41 Rev B (prosinec 1991) – doplnil minimalizaci cesty, předávání TDMA parametrů a podporu Global Title Translation (GTT)
- IS-41 Rev C (únor 1996) – zavádí podporu CDMA, mezisystémovou autentizaci a šifrování, podporu vlastností definovaných v TIA/EIA-664, podporu SMS, a border cell resolution
- ANSI-41 (červenec 1997) – dočasný standard se stává oficiálním ANSI standardem
- TIA/EIA-41-D (prosinec 1997) – podpora IMSI, mnoho vylepšení různých postupů
- N.S0005 (leden 2000) – první verze v 3GPP2
- X.S0004 (březen 2004 - červen 2009) – 3GPP2 verze TIA-EIA-41-E

V mezidobí byly podle potřeby vydávány další standardy, které byly později začleňovány do IS-41.

## Implementace
IS-41 využívá ANSI variantu služby Transaction Capabilities Application Part (TCAP), která je popsaná v dokumentu ANSI T1.114.
Proto může být přenášen stejnými mechanismy jako GSM MAP – pomocí tradičních SS7 protokolů nebo pomocí SIGTRANu. IS-41 i ANSI TCAP je definován pomocí ASN.1 a kódován pomocí Basic Encoding Rules. Pro ANSI variantu TCAP a MAP je charakteristické používání privátních typů a absence dialogové části (Dialogue Portion).

## Dekódovaná zpráva
Následuje ukázka, jak může být přenášena SMS v podobě SMS Delivery Point to Point MAP zprávy v TCAP balíčku (package) Query With Permission („with Permission“ znamená, že protistrana může ukončit spojení).
| Typ | Délka         | Obsah                                                                            |
| --- | ------------- | -------------------------------------------------------------------------------- |
| 0xCF Component ID | 0x01 1        | 0x00 0                                                                           |
| 0xD1 Private TCAP Code | 0x02 1        | 0x09 0x35 0x0935 = 2357 SMS Delivery Point to Point                              |
| 0xF2 Parameter Set | 0x81 0x89 137 |                                                                                  |
| \| Typ \| Délka \| Obsah \| \| ---------------------------------------- \| ------- \| -------------------------------------------------------------------------------- \| \| 0x9F 0x74 SMS-Teleservice Identifier \| 0x02 2 \| 0x10 0x02 4098 CDMA Cellular Messaging Teleservice \| \| 0x9F 0x69 SMS-Bearer Data \| 0x62 98 \| 0x00 0x03 0x20 0x05 0x70 0x01 0x4F 0x12 0xC5 ... Zpráva zakódovaná podle C.S0015 \| \| 0x88 Mobile Identification Number \| 0x05 5 \| 0x19 0x95 0x22 0x29 0x78 9159229287 \| \| 0x9F 0x70 SMS-OriginalOriginatingAddress \| 0x09 9 \| 0x02 0x00 0x21 0x0A 0x19 0x25 0x80 0x27 0x64 \| \| 0x9F 0x6E SMS-OriginalDestinationAddress \| 0x09 9 \| 0x02 0x00 0x21 0x0A 0x19 0x75 0x13 0x54 0x15 \| |               |                                                                                  |
| Typ | Délka         | Obsah                                                                            |
| 0x9F 0x74 SMS-Teleservice Identifier | 0x02 2        | 0x10 0x02 4098 CDMA Cellular Messaging Teleservice                               |
| 0x9F 0x69 SMS-Bearer Data | 0x62 98       | 0x00 0x03 0x20 0x05 0x70 0x01 0x4F 0x12 0xC5 ... Zpráva zakódovaná podle C.S0015 |
| 0x88 Mobile Identification Number | 0x05 5        | 0x19 0x95 0x22 0x29 0x78 9159229287                                              |
| 0x9F 0x70 SMS-OriginalOriginatingAddress | 0x09 9        | 0x02 0x00 0x21 0x0A 0x19 0x25 0x80 0x27 0x64                                     |
| 0x9F 0x6E SMS-OriginalDestinationAddress | 0x09 9        | 0x02 0x00 0x21 0x0A 0x19 0x75 0x13 0x54 0x15                                     |

| Typ                                      | Délka   | Obsah                                                                            |
| ---------------------------------------- | ------- | -------------------------------------------------------------------------------- |
| 0x9F 0x74 SMS-Teleservice Identifier     | 0x02 2  | 0x10 0x02 4098 CDMA Cellular Messaging Teleservice                               |
| 0x9F 0x69 SMS-Bearer Data                | 0x62 98 | 0x00 0x03 0x20 0x05 0x70 0x01 0x4F 0x12 0xC5 ... Zpráva zakódovaná podle C.S0015 |
| 0x88 Mobile Identification Number        | 0x05 5  | 0x19 0x95 0x22 0x29 0x78 9159229287                                              |
| 0x9F 0x70 SMS-OriginalOriginatingAddress | 0x09 9  | 0x02 0x00 0x21 0x0A 0x19 0x25 0x80 0x27 0x64                                     |
| 0x9F 0x6E SMS-OriginalDestinationAddress | 0x09 9  | 0x02 0x00 0x21 0x0A 0x19 0x75 0x13 0x54 0x15                                     |

| Typ | Délka         | Obsah                                                                            |
| --- | ------------- | -------------------------------------------------------------------------------- |
| 0xCF Component ID | 0x01 1        | 0x00 0                                                                           |
| 0xD1 Private TCAP Code | 0x02 1        | 0x09 0x35 0x0935 = 2357 SMS Delivery Point to Point                              |
| 0xF2 Parameter Set | 0x81 0x89 137 |                                                                                  |
| \| Typ \| Délka \| Obsah \| \| ---------------------------------------- \| ------- \| -------------------------------------------------------------------------------- \| \| 0x9F 0x74 SMS-Teleservice Identifier \| 0x02 2 \| 0x10 0x02 4098 CDMA Cellular Messaging Teleservice \| \| 0x9F 0x69 SMS-Bearer Data \| 0x62 98 \| 0x00 0x03 0x20 0x05 0x70 0x01 0x4F 0x12 0xC5 ... Zpráva zakódovaná podle C.S0015 \| \| 0x88 Mobile Identification Number \| 0x05 5 \| 0x19 0x95 0x22 0x29 0x78 9159229287 \| \| 0x9F 0x70 SMS-OriginalOriginatingAddress \| 0x09 9 \| 0x02 0x00 0x21 0x0A 0x19 0x25 0x80 0x27 0x64 \| \| 0x9F 0x6E SMS-OriginalDestinationAddress \| 0x09 9 \| 0x02 0x00 0x21 0x0A 0x19 0x75 0x13 0x54 0x15 \| |               |                                                                                  |
| Typ | Délka         | Obsah                                                                            |
| 0x9F 0x74 SMS-Teleservice Identifier | 0x02 2        | 0x10 0x02 4098 CDMA Cellular Messaging Teleservice                               |
| 0x9F 0x69 SMS-Bearer Data | 0x62 98       | 0x00 0x03 0x20 0x05 0x70 0x01 0x4F 0x12 0xC5 ... Zpráva zakódovaná podle C.S0015 |
| 0x88 Mobile Identification Number | 0x05 5        | 0x19 0x95 0x22 0x29 0x78 9159229287                                              |
| 0x9F 0x70 SMS-OriginalOriginatingAddress | 0x09 9        | 0x02 0x00 0x21 0x0A 0x19 0x25 0x80 0x27 0x64                                     |
| 0x9F 0x6E SMS-OriginalDestinationAddress | 0x09 9        | 0x02 0x00 0x21 0x0A 0x19 0x75 0x13 0x54 0x15                                     |

| Typ                                      | Délka   | Obsah                                                                            |
| ---------------------------------------- | ------- | -------------------------------------------------------------------------------- |
| 0x9F 0x74 SMS-Teleservice Identifier     | 0x02 2  | 0x10 0x02 4098 CDMA Cellular Messaging Teleservice                               |
| 0x9F 0x69 SMS-Bearer Data                | 0x62 98 | 0x00 0x03 0x20 0x05 0x70 0x01 0x4F 0x12 0xC5 ... Zpráva zakódovaná podle C.S0015 |
| 0x88 Mobile Identification Number        | 0x05 5  | 0x19 0x95 0x22 0x29 0x78 9159229287                                              |
| 0x9F 0x70 SMS-OriginalOriginatingAddress | 0x09 9  | 0x02 0x00 0x21 0x0A 0x19 0x25 0x80 0x27 0x64                                     |
| 0x9F 0x6E SMS-OriginalDestinationAddress | 0x09 9  | 0x02 0x00 0x21 0x0A 0x19 0x75 0x13 0x54 0x15                                     |

| Typ | Délka         | Obsah                                                                            |
| --- | ------------- | -------------------------------------------------------------------------------- |
| 0xCF Component ID | 0x01 1        | 0x00 0                                                                           |
| 0xD1 Private TCAP Code | 0x02 1        | 0x09 0x35 0x0935 = 2357 SMS Delivery Point to Point                              |
| 0xF2 Parameter Set | 0x81 0x89 137 |                                                                                  |
| \| Typ \| Délka \| Obsah \| \| ---------------------------------------- \| ------- \| -------------------------------------------------------------------------------- \| \| 0x9F 0x74 SMS-Teleservice Identifier \| 0x02 2 \| 0x10 0x02 4098 CDMA Cellular Messaging Teleservice \| \| 0x9F 0x69 SMS-Bearer Data \| 0x62 98 \| 0x00 0x03 0x20 0x05 0x70 0x01 0x4F 0x12 0xC5 ... Zpráva zakódovaná podle C.S0015 \| \| 0x88 Mobile Identification Number \| 0x05 5 \| 0x19 0x95 0x22 0x29 0x78 9159229287 \| \| 0x9F 0x70 SMS-OriginalOriginatingAddress \| 0x09 9 \| 0x02 0x00 0x21 0x0A 0x19 0x25 0x80 0x27 0x64 \| \| 0x9F 0x6E SMS-OriginalDestinationAddress \| 0x09 9 \| 0x02 0x00 0x21 0x0A 0x19 0x75 0x13 0x54 0x15 \| |               |                                                                                  |
| Typ | Délka         | Obsah                                                                            |
| 0x9F 0x74 SMS-Teleservice Identifier | 0x02 2        | 0x10 0x02 4098 CDMA Cellular Messaging Teleservice                               |
| 0x9F 0x69 SMS-Bearer Data | 0x62 98       | 0x00 0x03 0x20 0x05 0x70 0x01 0x4F 0x12 0xC5 ... Zpráva zakódovaná podle C.S0015 |
| 0x88 Mobile Identification Number | 0x05 5        | 0x19 0x95 0x22 0x29 0x78 9159229287                                              |
| 0x9F 0x70 SMS-OriginalOriginatingAddress | 0x09 9        | 0x02 0x00 0x21 0x0A 0x19 0x25 0x80 0x27 0x64                                     |
| 0x9F 0x6E SMS-OriginalDestinationAddress | 0x09 9        | 0x02 0x00 0x21 0x0A 0x19 0x75 0x13 0x54 0x15                                     |

| Typ                                      | Délka   | Obsah                                                                            |
| ---------------------------------------- | ------- | -------------------------------------------------------------------------------- |
| 0x9F 0x74 SMS-Teleservice Identifier     | 0x02 2  | 0x10 0x02 4098 CDMA Cellular Messaging Teleservice                               |
| 0x9F 0x69 SMS-Bearer Data                | 0x62 98 | 0x00 0x03 0x20 0x05 0x70 0x01 0x4F 0x12 0xC5 ... Zpráva zakódovaná podle C.S0015 |
| 0x88 Mobile Identification Number        | 0x05 5  | 0x19 0x95 0x22 0x29 0x78 9159229287                                              |
| 0x9F 0x70 SMS-OriginalOriginatingAddress | 0x09 9  | 0x02 0x00 0x21 0x0A 0x19 0x25 0x80 0x27 0x64                                     |
| 0x9F 0x6E SMS-OriginalDestinationAddress | 0x09 9  | 0x02 0x00 0x21 0x0A 0x19 0x75 0x13 0x54 0x15                                     |

| Typ | Délka         | Obsah                                                                            |
| --- | ------------- | -------------------------------------------------------------------------------- |
| 0xCF Component ID | 0x01 1        | 0x00 0                                                                           |
| 0xD1 Private TCAP Code | 0x02 1        | 0x09 0x35 0x0935 = 2357 SMS Delivery Point to Point                              |
| 0xF2 Parameter Set | 0x81 0x89 137 |                                                                                  |
| \| Typ \| Délka \| Obsah \| \| ---------------------------------------- \| ------- \| -------------------------------------------------------------------------------- \| \| 0x9F 0x74 SMS-Teleservice Identifier \| 0x02 2 \| 0x10 0x02 4098 CDMA Cellular Messaging Teleservice \| \| 0x9F 0x69 SMS-Bearer Data \| 0x62 98 \| 0x00 0x03 0x20 0x05 0x70 0x01 0x4F 0x12 0xC5 ... Zpráva zakódovaná podle C.S0015 \| \| 0x88 Mobile Identification Number \| 0x05 5 \| 0x19 0x95 0x22 0x29 0x78 9159229287 \| \| 0x9F 0x70 SMS-OriginalOriginatingAddress \| 0x09 9 \| 0x02 0x00 0x21 0x0A 0x19 0x25 0x80 0x27 0x64 \| \| 0x9F 0x6E SMS-OriginalDestinationAddress \| 0x09 9 \| 0x02 0x00 0x21 0x0A 0x19 0x75 0x13 0x54 0x15 \| |               |                                                                                  |
| Typ | Délka         | Obsah                                                                            |
| 0x9F 0x74 SMS-Teleservice Identifier | 0x02 2        | 0x10 0x02 4098 CDMA Cellular Messaging Teleservice                               |
| 0x9F 0x69 SMS-Bearer Data | 0x62 98       | 0x00 0x03 0x20 0x05 0x70 0x01 0x4F 0x12 0xC5 ... Zpráva zakódovaná podle C.S0015 |
| 0x88 Mobile Identification Number | 0x05 5        | 0x19 0x95 0x22 0x29 0x78 9159229287                                              |
| 0x9F 0x70 SMS-OriginalOriginatingAddress | 0x09 9        | 0x02 0x00 0x21 0x0A 0x19 0x25 0x80 0x27 0x64                                     |
| 0x9F 0x6E SMS-OriginalDestinationAddress | 0x09 9        | 0x02 0x00 0x21 0x0A 0x19 0x75 0x13 0x54 0x15                                     |

| Typ                                      | Délka   | Obsah                                                                            |
| ---------------------------------------- | ------- | -------------------------------------------------------------------------------- |
| 0x9F 0x74 SMS-Teleservice Identifier     | 0x02 2  | 0x10 0x02 4098 CDMA Cellular Messaging Teleservice                               |
| 0x9F 0x69 SMS-Bearer Data                | 0x62 98 | 0x00 0x03 0x20 0x05 0x70 0x01 0x4F 0x12 0xC5 ... Zpráva zakódovaná podle C.S0015 |
| 0x88 Mobile Identification Number        | 0x05 5  | 0x19 0x95 0x22 0x29 0x78 9159229287                                              |
| 0x9F 0x70 SMS-OriginalOriginatingAddress | 0x09 9  | 0x02 0x00 0x21 0x0A 0x19 0x25 0x80 0x27 0x64                                     |
| 0x9F 0x6E SMS-OriginalDestinationAddress | 0x09 9  | 0x02 0x00 0x21 0x0A 0x19 0x75 0x13 0x54 0x15                                     |